# Speolepta leptogaster
Speolepta leptogaster is een muggensoort uit de familie van de paddenstoelmuggen (Mycetophilidae). De wetenschappelijke naam van de soort is voor het eerst geldig gepubliceerd in 1863 door Johannes Winnertz.
Winnertz plaatste de soort oorspronkelijk in het geslacht Polylepta. F.W. Edwards richtte er in 1925 een nieuw geslacht Speolepta voor op.
De soort komt voor in Europa en leeft vooral ondergronds. Ze kan haar gehele levenscyclus voltooien in ondergrondse habitats als grotten, mijnen, bunkers en tunnels. De larven leven obligaat ondergronds op vochtige wanden van deze donkere ruimten. Ze spinnen een zijden net om te verpoppen. De pop hangt met het hoofd naar beneden en kan zich niet bewegen. De volwassen dieren hebben lange poten en worden ook in de buitenlucht aangetroffen, vrij ver verwijderd van grotten. Dat wijst erop dat de soort zich goed kan verspreiden van de ene grot naar een andere. De volwassen dieren eten wellicht niet en leven niet langer dan enkele dagen tot een paar weken.
Speolepta leptogaster werd in 2013 in Duitsland uitgeroepen tot "Höhlentier des Jahres".